# Mysterium Cosmographicum

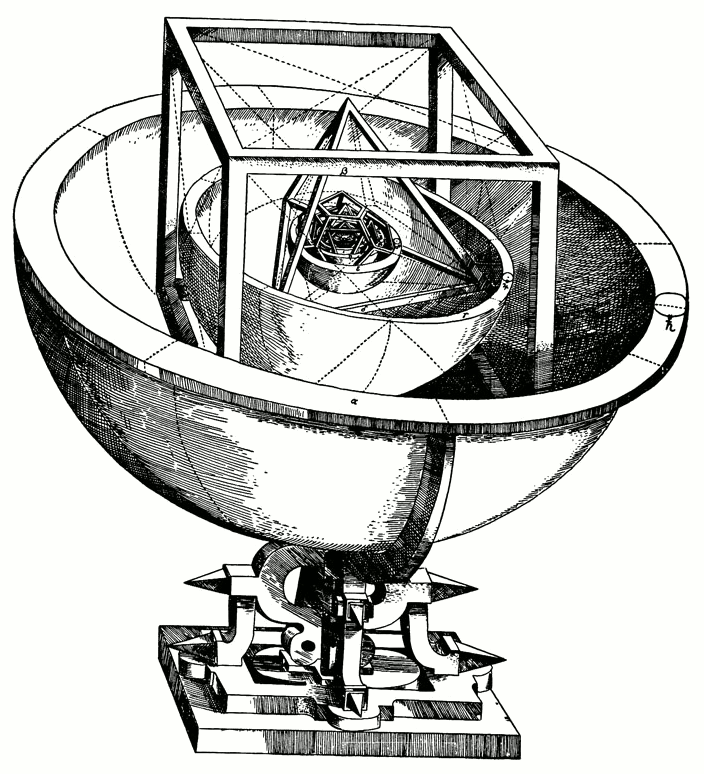
Model Keplera Układu Słonecznego w oparciu o bryły platońskie z Mysterium Cosmographicum (1596)

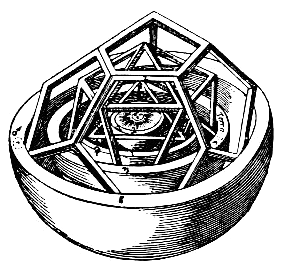
Powiększenie środkowej części

Mysterium Cosmographicum, (dosł. Kosmograficzna tajemnica, Tajemnica Kosmiczna) – dzieło z astronomii napisane przez Jana Keplera i opublikowane w Tybindze w 1596 r. (drugie wydanie w 1621 r.). Pełniejszy tytuł dzieła brzmiał: Prodomus dissertationum cosmographicarum, continens mysterium cosmographicum, de admirabili proportione orbium coelestium(...), co można przetłumaczyć jako: Zwiastun rozprawy kosmograficznej, obejmującej tajemnicę kosmosu, podziwu godne proporcje sfer niebieskich(...). 
W dziele tym Kepler zaproponował model Układu Słonecznego zbudowany w oparciu o pięć brył platońskich (wielościany regularne w przestrzeni trójwymiarowej). Ustawiając na przemian sfery i wielościany Kepler zauważył, że:
1. ośmiościan foremny opisany na sferze Merkurego jest wpisany w sferę Wenus.
2. dwudziestościan foremny opisany na sferze Wenus jest wpisany w sferę Ziemi;
3. dwunastościan foremny opisany na sferze Ziemi jest wpisany w sferę Marsa,
4. czworościan foremny opisany na sferze Marsa jest wpisany w sferę Jowisza
5. sześcian opisany na sferze Jowisza jest wpisany w sferę Saturna.

Jest to model bazujący na teorii heliocentrycznej Kopernika, w którym pięć brył platońskich tworzy strukturę wszechświata i odzwierciedla boski plan stworzenia poprzez geometrię.
Czasami model ten określa się nieco żartobliwie czwartym lub zerowym prawem Keplera (Frank Wilczek, laureat nagrody Nobla z fizyki w 2004), w nawiązaniu do słynnych odkrytych później trzech praw Keplera. Jest on jedynie przypadkową zbieżnością – promienie orbit planet, które Kepler dopasowywał, były wyznaczone według ówczesnych metod i dlatego nie były zbyt dokładne. Ponadto ten model nie może uwzględniać planet, które odkryto później, gdyż brakuje więcej brył (istnieje tylko pięć regularnych brył).